# قلعه سویوشی
قلعه سویوشی (به ژاپنی: 栖吉城 すよしじょう); یک قلعه ژاپنی است که در شهر ناگائوکا، نیگاتا، استان نیگاتا واقع شده است. مشخص نیست که این قلعه چه زمانی ساخته شده است، اما گفته می‌شود که ناگائو تاکاگه از خاندان کوشی ناگائو آن را در دوره ایشو (۱۵۰۴–۱۵۲۱) ساخته است و مقر خاندان کوشی ناگائو را از قلعه زائودو منتقل کرده است.
در محاصره اوتاته، او با اوئه‌سوگی کاگه‌تورا علیه خاندان ناگائو اوئدا  که  طرفدار اوئه‌سوگی کاگه‌کاتسو بودند، طرف شد، اما در نبرد ایتاهاما، ارباب قلعه اوئه‌سوگی کاگه‌نوبو (که معمولاً به عنوان کوشی جورو شناخته می‌شود) کشته شد. قلعه نیز سقوط کرد و خط اصلی خانواده کوشی ناگائو منقرض شد.